# 토종 식물

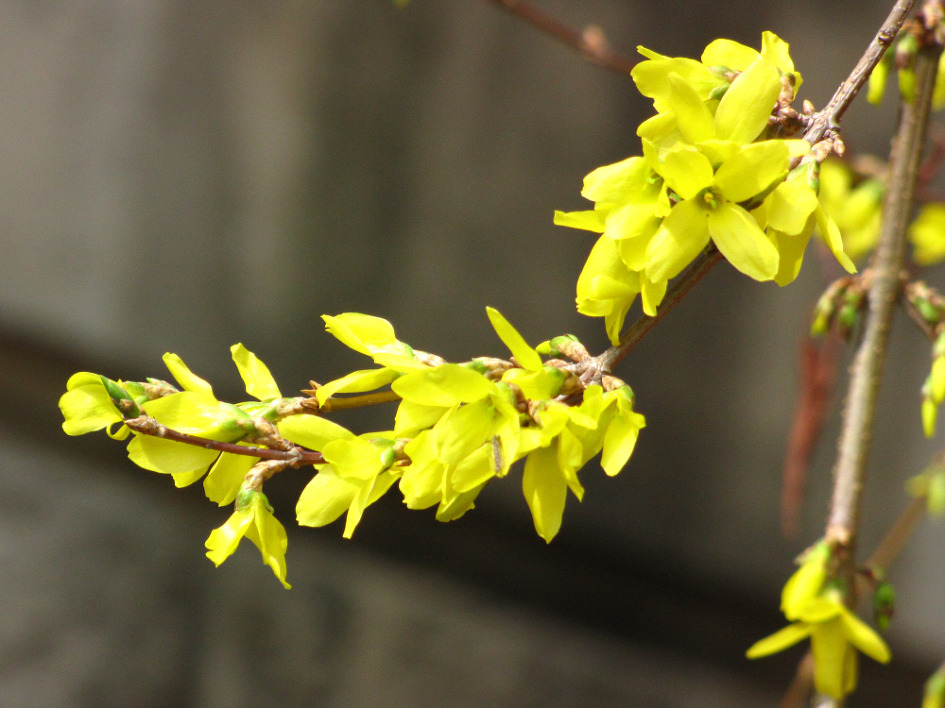
개나리는 한국의 토종 식물이다.

토종 식물(土種植物, native plant) 또는 자생 식물(自生植物, indigenous plant)은 본디부터 그곳에서 나는 식물이다. 지질 시대에 따른 원생종 식물을 가리키며, 특정 지역에서 자생하는 야생 식물이나 오랫동안 그곳에 존재했던 식물을 가리키기도 한다.

## 같이 보기
- 고유종
- 재래 작물
- 재래 품종